# Gheorghe Dinică
Gheorghe Dinică (1 de enero de 1934 - 10 de noviembre de 2009) fue un actor teatral y cinematográfico de nacionalidad rumana.

## Biografía
Nacido en Bucarest, Dinică se interesó por la actuación desde temprana edad, formando parte de diferentes compañías teatrales de aficionados desde que tuvo 17 años de edad. En 1957 entró en el Instituto Nacional de Teatro y Arte Cinematográfico de Bucarest, graduándose en 1961, y llamando ya la atención del público con su papel de Inspector Goole en la obra de graduación Llama un inspector. A partir de entonces Gheorghe Dinică actuó en algunos de los más importantes teatros rumanos, entre ellos:
- 1961-1967 Teatro Comedia, en Bucarest
- 1968-1969 Teatro Bulandra, en Bucarest
- since 1972 Teatro Nacional de Bucarest, en Bucarest

Dinică fue también director y un popular actor cinematográfico, actuando principalmente en producciones de su país. Al igual que el actor francés Alain Delon, Dinică rechazó trabajar en películas producidas en los Estados Unidos.
A partir de 2002, Dinică fue nombrado miembro honorario del Teatro Nacional I.L.Caragiale, y ciudadano, también honorario, de la ciudad de Bucarest. Finalmente, fue recompensado con la Orden al Fiel Servicio.
Gheorghe Dinică falleció a causa de un paro cardiaco, originado por complicaciones de una intervención quirúrgica, en el Hospital Floreasca de Bucarest. 

## Actor teatral
- 2003  The Last Hour, de Mihail Sebastian, dirección de Anca Ovanez Doroşenco
- 2001 Take, Ianke and Cadâr, de V.I.Popa, dirección de Grigore Gonţa
- 2000 And Relieve Eminescu Already, de Tiberiu Cristian Popescu, dirección de Grigore Gonţa
- 1999 Pork Chops, de Bertrand Blier, dirección de Gelu Colceag
- 1999 El nombre de la rosa, adaptación de Umberto Eco, dirección de Grigore Gonţa
- 1998 Asilo nocturno, de Máximo Gorki, dirección de Ion Cojar
- 1997 Technic of Heaven, de Mihai Ispirescu, dirección de Dan Micu
- 1991 Noche de reyes, de William Shakespeare, dirección de Andrei Şerban
- 1990 Who Needs Theatre?, dirección de Andrei Şerban
- 1986 Ioneştii, dirección de Grigore Gonţa
- 1980 Esperando a Godot, de Samuel Beckett, dirección de Grigore Gonţa
- 1979 A Lost Letter, de Ion Luca Caragiale, dirección de Radu Beligan
- 1978 Gaiţele, dirección de Horea Popescu
- 1977 Romulus der Große, de Friedrich Dürrenmatt, dirección de Sanda Manu
- 1973 Three Venetian Twins, dirección de David Esrig
- 1969 La muerte de Danton, de Georg Büchner, dirección de Liviu Ciulei
- 1968 Le neveu de Rameau, de Denis Diderot dirección de D.Esrig
- 1967 Public Opinion, de Aurel Baranga, dirección de A.Baranga
- 1966 The Duck Head, de G.Ciprian, dirección de D.Esrig
- 1965 Troilo y Crésida, de William Shakespeare, dirección de D.Esrig
- 1964 The Sleepy Adventure, de T.Mazilu, dirección de D.Cernescu
- 1964 El rinoceronte, de Eugène Ionesco, dirección de L.Giurchescu
- 1963 The Shadow, de E.Svarţ, dirección de D.Esrig
- 1962 Wedding at the Castle, de S.Andras, dirección de L.Giurchescu
- 1962 The Trial of Mr. Caragiale, de M.Ştefănescu, dirección de D.Esrig
- 1962 Schweyk im Zweiten Weltkrieg, de Bertolt Brecht, dirección de L.Giurchescu
- 1961 Famous 702, dirección de M.Ghelerter

## Actor cinematográfico
- 2009 Aniela, de Iura Luncasu, Bogdan Dumitrescu
- 2009 The House of Terror, de Peter Engert
- 2009 Weekend cu mama, de Stere Gulea
- 2008-2009 Regina (serie TV), de Larry Maronese, Iura Luncasu, Alex Fotea
- 2007 Inima de tigan (serie de TV), de Aurica Fieraru
- 2007 Ticalosii, dirección de Serban Marinescu
- 2007 Youth Without Youth, de Francis Ford Coppola
- 2006 Fehér tenyér, de Szabolcs Hajdu
- 2005 Bani de dus, bani de-ntors, de Alexandru Tocilescu
- 2005 Un om grabit, de Sebastien Grall
- 2005 Orbirea voluntara, de Marian Baciu
- 2004 Manipularea, de Marius Theodor Barna
- 2004 Magnatul, de Şerban Marinescu
- 2004 Orient Express, de Sergiu Nicolaescu
- 2004 Aleodor împarat, de Radu Dumitru Penescu
- 2003 Examen, de Titus Muntean
- 2003 Dulcea sauna a mortii, de Andrei Blaier
- 2002 Turnul din Pisa, de Şerban Marinescu
- 2001 Dupa-amiaza unui tortionar, de Lucian Pintilie
- 2001 Filantropica, de Nae Caranfil
- 2001 Razboi în bucatarie, de Marius Theodor Barna
- 1999 Faimosul Paparazzo, de Nicolae Mărgineanu
- 1995 Craii de Curtea Veche, de Mircea Veroiu
- 1995 Terente – regele baltilor, de A.Blaier
- 1993 Oglinda, de Sergiu Nicolaescu
- 1993 This Sick of it All, de Mircea Daneliuc
- 1993 Chira Chiralina, de Gyula Maar
- 1993 Crucea de piatra, de A.Blaier
- 1992 Cel mai iubit dintre pamînteni, de Şerban Marinescu
- 1992 Liceenii în alerta, de Mircea Plângău
- 1992 Patul conjugal, de Mircea Daneliuc
- 1992 Priveste înainte cu mânie, de Nicolae Mărgineanu
- 1991 Casa din vis, de Ioan Cărmăzan
- 1991 Divort din dragoste, de A.Blaier
- 1989 Momentul adevarului, de A.Blaier
- 1989 Lacrima cerului, de A.Istrătescu Lener
- 1987 Figurantii, de Malvina Urşianu
- 1987 Sa-ti vorbesc despre mine, de Mihai Constantinescu
- 1986 Cuibul de viespi, de Horia Popescu
- 1986 Secretul lui Nemesis, de G.Saizescu
- 1985 Vara sentimentala, de Francisc Munteanu
- 1984 Eroii n-au varsta, de Mihai Constantinescu
- 1984 O lumina la etajul 10, de Malvina Urşianu
- 1984 Zbor periculos, de Francisc Munteanu
- 1983 Pe malul stîng al Dunarii albastre, de Malvina Urşianu
- 1983 Rîdeti ca-n viata, de A.Blaier
- 1983 Secretul lui Bachus, de G.Saizescu
- 1983 Un petic de cer, de Francisc Munteanu
- 1982 Concurs, de Dan Piţa
- 1982 De ce trag clopotele, Mitica?, de Lucian Pintilie
- 1982 Intunericul alb, de Andrei Blaier
- 1981 O lume fara cer, de Mircea Drăgan
- 1980 Reteaua 'S', de Virgil Calotescu
- 1979 Bietul Ioanide, de Dan Piţa
- 1979 Ultima noapte de dragoste, de Sergiu Nicolaescu
- 1978 Drumuri în cumpana, de Virgil Calotescu
- 1978 Revansa, de Sergiu Nicolaescu
- 1978 Totul pentru fotbal, de A.Blaier
- 1977 Actiunea Autobuzul, de Virgil Calotescu
- 1977 Doctorul Poenaru, de Dinu Tănase
- 1977 Trepte spre cer, de A.Blaier
- 1976 The Million Dollar Fire, de Mircea Drăgan
- 1976 Marele singuratic, de Iulian Mihu
- 1976 The Doom, de Sergiu Nicolaescu
- 1976 Opening, de Mihai Constantinescu
- 1976 Trei zile si trei nopti, de Dinu Tănase
- 1975 Un comisar acuza, de Sergiu Nicolaescu
- 1975 Evadarea, de Ştefan Traian Roman
- 1975 Mastodontul, de Virgil Calotescu
- 1975 Prin cenusa imperiului, de A.Blaier
- 1974 Stefan cel Mare, de Mircea Drăgan
- 1974 Ilustrate cu flori de cîmp, de Andrei Blaier
- 1974 Filip cel Bun, de Dan Piţa
- 1974 Fratii Jderi, de Mircea Drăgan
- 1974 Zidul, de Constantin Vaeni
- 1974 Nemuritorii,de Sergiu Nicolaescu
- 1974 Nu filmam sa ne amuzam, de Iulian Mihu
- 1973 Tatal risipitor, de Adrian Petringenaru
- 1973 Un comisar acuză, de Sergiu Nicolaescu
- 1973 Dincolo de nisipuri, de Radu Gabrea
- 1972 Bariera, de Mircea Mureşan
- 1972 Cu mâinile curate, de Sergiu Nicolaescu
- 1972 The Explosion, de Mircea Drăgan
- 1971 Felix si Otilia, de Iulian Mihu
- 1971 Atunci i-am condamnat pe toţi la moarte, de Sergiu Nicolaescu
- 1970 Judgement, de Ferenc Kósa
- 1968 Columna, de Mircea Drăgan
- 1967 Maiorul si moartea, de Alexandru Boiangiu
- 1966 Golgota, de Mircea Drăgan
- 1965 Procesul alb, de Iulian Mihu
- 1964 Comoara din Vadul Vechi, de Victor Iliu
- 1963 Strainul, de Mihai Iacob